# Charlie Brooker
Charlton "Charlie" Brooker (Reading, Anglaterra, 3 de març de 1971) és un satíric i locutor anglès conegut principalment per ser el creador de la sèrie Black Mirror.
A més d'escriure per a programes com Black Mirror o Brass Eye, Brooker ha presentat varis programes de televisió. També va escriure un drama d'horror de cinc parts Dead Set, que va ser nominat al BAFTA a millor sèrie de drama el 2009.
L'humor de Brooker és mordaç, salvatge, profà, i sovint controvertit amb elements surrealistes i un pessimisme satíric consistent.

## Biografia
Brooker va néixer a Reading (Berkshire), i va créixer al poble de Brightwell-cum-Sotwell, Oxfordshire. Va començar treballant com a escriptor i dibuixant a Oink!, un comic de finals dels 80.
Va estudiar a l'escola Politècnica central de Londres (després University of Westminster), el grau de BA en Estudis dels mitjans de comunicació de massa.

## Filmografia

### Escriptor
- Nathan ordi - sèrie de TV (2005)
- Dead Set - sèrie de TV (2006)
- Screenwipe - sèrie documental de TV (2006 - 2009)
- Newswipe - sèrie documental de TV (2009 - 2010)
- How TV Ruined Your Life - sèrie documental de TV (2011)
- Them From That Thing - sèrie de TV (2012)
- 10 O'Clock Live - notícies sèrie TV (2011 - 2013)
- How Videogames Changed the World - documental televisiu (2013)
- A Touch of Cloth - sèrie de TV(2012 - 2014)
- Weekly Wipe - sèrie documental de TV (2013 - 2014)
- Black Mirror - sèrie de TV (2011 - en curs)

### Presentador
- Screenwipe - sèrie documental de TV (2006 - 2009)
- Newswipe - sèrie documental de TV (2009 - 2010)
- How TV Ruined Your Life - sèrie documental de TV (2011)
- 10 O'Clock Live - sèrie de notícies de TV (2011 - 2013)
- How Videogames Changed the World - documental televisiu (2013)
- Weekly Wipe - sèrie documental de TV (2013 - 2014)

### Productor
- Dead Set - sèrie de TV (2006)
- Screenwipe - sèrie documental de TV (2009 - 2010)
- A Touch of Cloth - sèrie de TV (2012 - 2014)
- Black Mirror - sèrie de TV (2011 - en curs)